# Dolores Fidalgo Estévez
Dolores Fidalgo Estévez (Figueruela de Abajo, 1961) es una profesora de Lengua castellana y literatura,  editora e investigadora, socia fundacional de El Legado de las Mujeres.

## Trayectoria
Dolores Fidalgo es Licenciada en Filología Hispánica por la Universidad de Salamanca y Máster en Prevención y Tratamiento de violencia por la Universidad de Extremadura, profesora de Educación Secundaria de Lengua española y literatura que ha ejercido como docente en Castilla y León.  
Ha participado, organizado y colaborado en diferentes eventos culturales y literarios especialmente en Salamanca, pero también en lugares donde se le ha requerido, se puede citar: Voces y Cartas: lectura musicalizada de la correspondencia femenina a Miguel de Unamuno durante su exilio, en la Universidad de Salamanca, homenaje y recital poético a Margarita Ferreras en Palencia, en actos del 8M por el Día internacional de la Mujer, Residencia de Estudiantes, o siendo pregonera de la Feria del Libro de Zamora 2025, etc.  
Desde 2023, pertenece al Círculo Literario Margarita Ferreras. 

### Investigadora
Como estudiosa y como docente ha manifestado interés en la recopilación y divulgación del conocimiento generado por las mujeres.  
Como investigadora ha estudiado a diferentes escritoras como Emilia Pardo Bazán, Rosa Chacel, Carmen Laforet o Margarita Ferreras Lorenzo.   
Ha  reivindicado a la escritora gallega Emilia Pardo Bazán y contribuido a la difusión de su obra, entre otros trabajos, como coeditora de Náufragas y camaronas. Relatos de mujeres.
Junto a sus compañeras Reyes Arenales y Magdalena Rodríguez, han publicado el libro "Encajes rotos", una antología divulgativa sobre cuentos feministas de la escritora gallega Emilia Pardo Bazán, donde reivindica su legado feminista y desmenuza con brillantez la obra y la personalidad de una escritora.

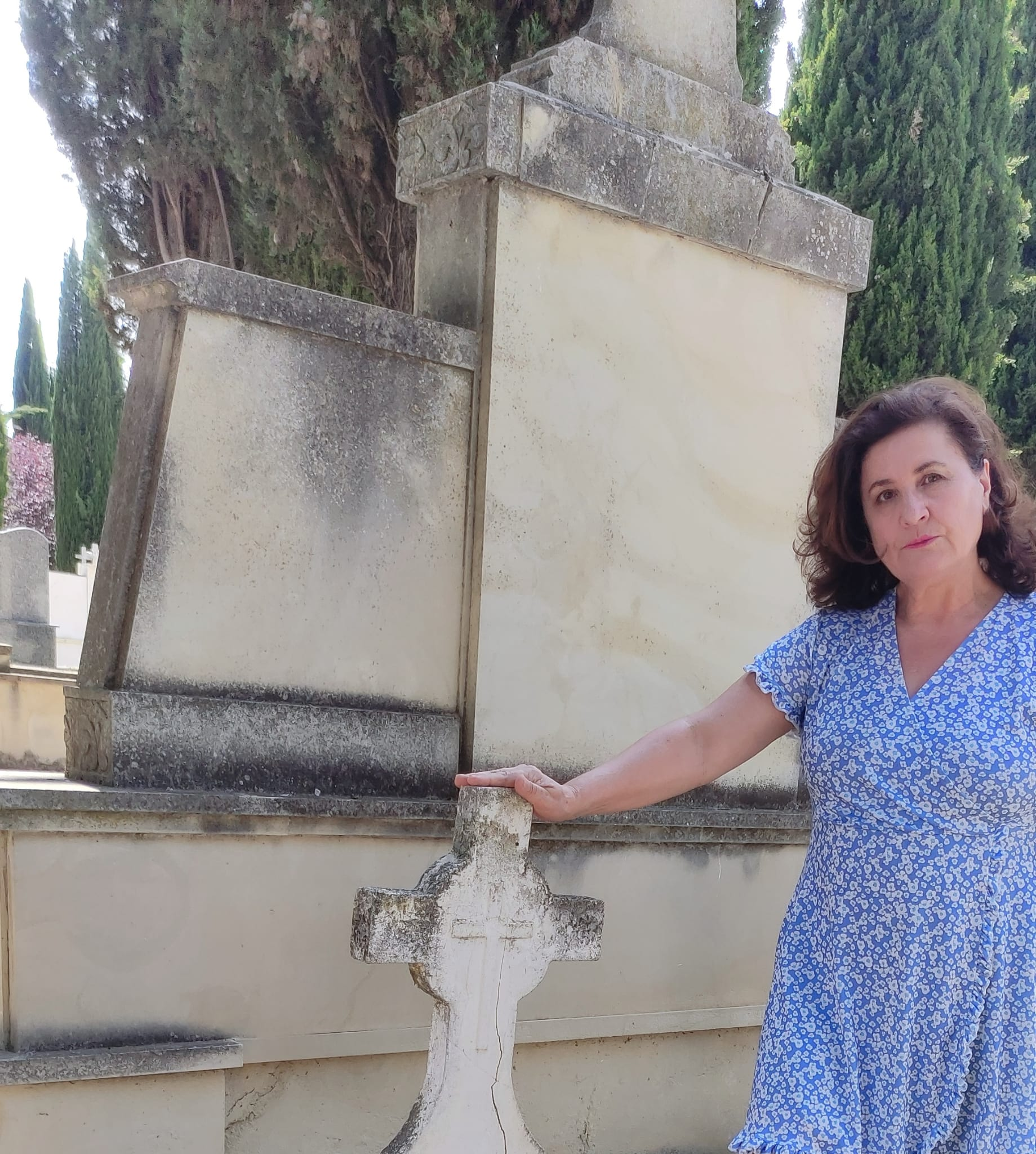
Dolores Fidalgo Estévez ante la tumba de Margarita Ferreras Lorenzo en el Cementerio Municipal de Palencia

Ha investigado la vida de la poeta Margarita Ferreras Lorenzo llegando a descubrir el punto de su enterramiento en el Cementerio municipal Nuestra Señora de los Ángeles de Palencia. El rastro de la poeta zamorana se pierde, y el último dato encontrado de Margarita Ferreras aparecía en una nota marginal en su acta de nacimiento, fechada en 1964 hasta el mes de agosto de 2023 que se descubrió.

### El Legado de las Mujeres
Dolores Fidalgo Estévez es socia fundacional de El Legado de las Mujeres, asociación que tiene como objetivo principal el dar visibilidad en los contenidos de los programas y manuales de texto de Educación Secundaria a las aportaciones de las mujeres más relevantes en los diferentes ámbitos de la cultura (literatura, filosofía arte y ciencia) y colaborar con material didáctico en la formación del profesorado,  "El objetivo es llevar obras de autoría femenina a libros de texto de Secundaria".a fin de subsanar la falta de referentes femeninos en los libros de texto.
Forma parte activa del equipo de investigación del proyecto  Women´s Legacy, dirigido por la investigadora Ana López Navajas.
Ha trabajado colaborativamente en la elaboración de la cartografía que incorpora escritoras por comunidades autónomas españolas para crear el Mapa de las escritoras.
Forma parte del grupo de edición de Clásicos Hispánicos.

## Libros
- Ávida llama. Voces para una antología sinfónica. Editorial Eolas Ediciones. 2025.[16]
- Naturaleza, amor y desamor en los sonetos de Fernando de Herrera. léxico y simbología.  Editorial Edita. 2013.[17]

Capítulos en obras colectivas
- Mujeres y memorias: Escritura y testimonio sobre la España del siglo XX.[18]

Rosa Chacel, Rosa perenne: contra el viento del olvido. Epistolario inédito de Chacel a Esmeralda Almonacid.
- Mujeres y escritura subversiva durante el franquismo.[19]

"Nada" de Carmen Laforet, un silencio rebelde y elocuente, inquietante camino hacia la libertad.
Coeditora
- Náufragas y camaronas. Relatos de mujeres.  Emilia Padro Bazán [20]
- Encajes rotos (edición no venal editado por el Ayuntamiento de Salamanca).[21]